# Luol Deng
Luol Ajou Deng (Wau, 16 aprile 1985) è un ex cestista, dirigente sportivo e allenatore di pallacanestro sudsudanese con cittadinanza britannica, di ruolo ala piccola, professionista in NBA.
Nel 2007 ha vinto l'NBA Sportsmanship Award per la sportività mostrata in campo. Ha inoltre preso parte all'NBA All-Star Game nel 2012 e nel 2013.

## Biografia
Originario del Sudan del Sud, Luol Deng è nato nella tribù dei Dinca, che sono tra gli uomini più alti al mondo. Due dei suoi 9 fratelli (Ajou e Arek) giocano a basket. Luol è l'ultimo dei 9 nati e porta quel numero di maglia proprio per questo motivo. Ha iniziato a palleggiare in Egitto (dove il padre Aldo si era trasferito per motivi di lavoro) sotto l'insegnamento del maestro Manute Bol.
La sua "Luol Deng Foundation", attiva a Chicago, in Sudan e nel Regno Unito, finanzia numerosi programmi e progetti nell'area di Chicago e soprattutto in Africa. La fondazione ha collaborato con l'UNHCR, il Programma alimentare mondiale, la NBA e i Chicago Bulls per garantire l'accesso ai beni di prima necessità per le popolazioni africane più bisognose. È stato insignito del Golden Icon Award for Best Sports Role Model e del 2008 UN Refugee Agency's Humanitarian of the Year Award, premio istituito dall'UNHCR come parte di un programma volto a fornire educazione scolastica e sportiva a milioni di bambini disagiati.
È cugino di Deng Gai e Peter Jok, anch'essi cestisti.

## Caratteristiche tecniche
Alto 206 cm per 100 kg di peso, Deng è un ottimo difensore, abile a rimbalzo e dotato di un buon tiro dalla media distanza.

## Carriera

### Inizi

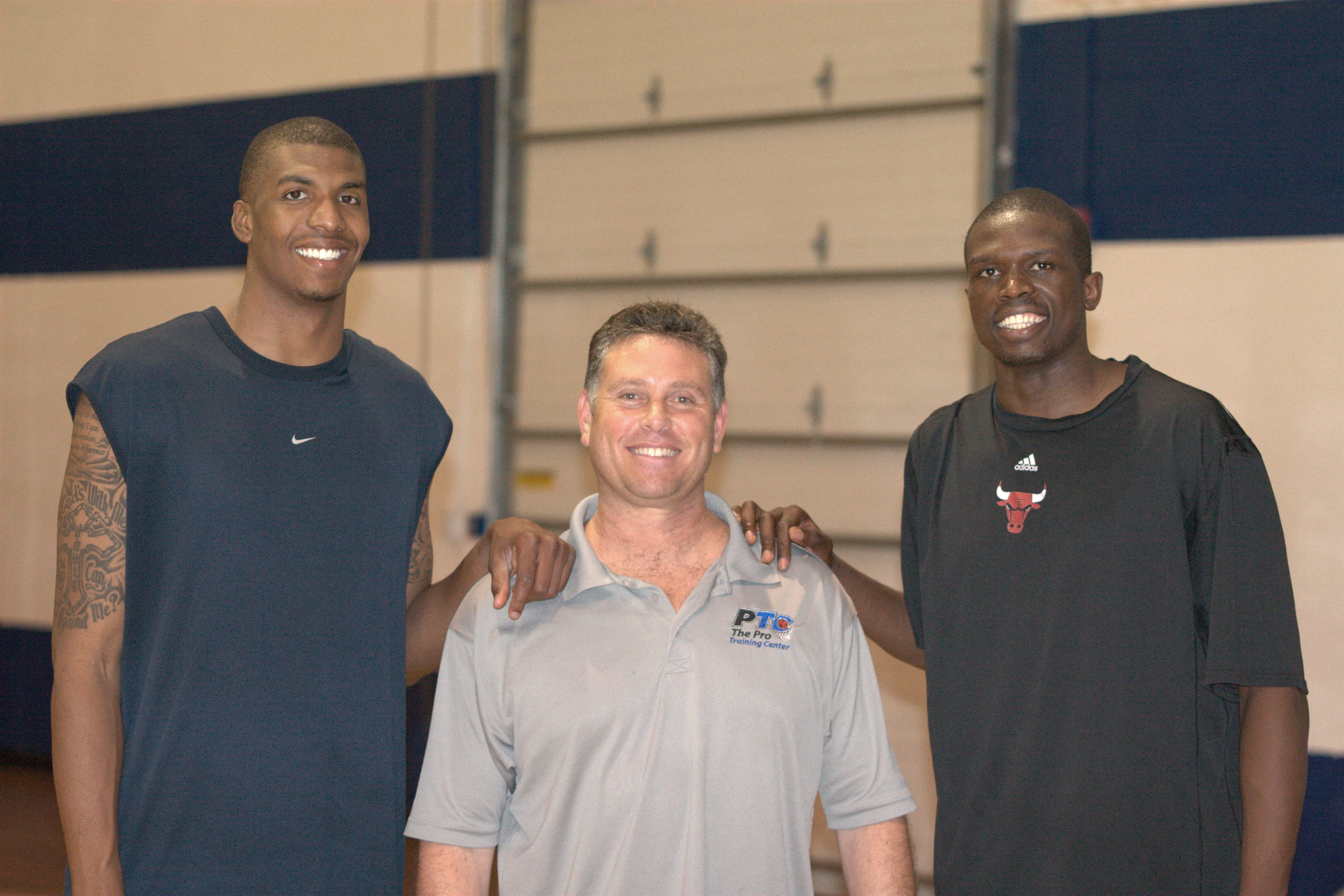
Deng (destra) con Tyrus Thomas (sinistra) e David Thorpe (centro)

Ha frequentato la St. Mary's Roman Catholic High School di Croydon (Londra). Durante questo periodo ha iniziato ad appassionarsi al calcio, diventando tifoso di Faustino Asprilla, giocatore del Newcastle United, ma ha continuato a giocare a pallacanestro, venendo anche convocato dalla Nazionale inglese under-15. Ha inoltre giocato nel Brixton TopCats. Ha rappresentato il borgo di Croydon ai London Youth Games, venendo inserito nella Hall of Fame nel 2009.
A 14 anni si è trasferito negli Stati Uniti, dove si è iscritto alla Blair Academy (New Jersey), venendo nominato co-capitano della squadra di pallacanestro insieme a Charlie Villanueva, futuro giocatore NBA. Durante il suo anno da finalista al liceo, era considerato il secondo miglior talento a livello liceale dopo LeBron James. È stato inserito nell'All-America First Team da Parade e USA Today; è stato inoltre convocato per il McDonald's All American, al quale non ha potuto partecipare a causa di un infortunio al piede.
Dopo essersi diplomato si è iscritto all'Università Duke. Con la maglia di Duke ha disputato 37 partite (32 da titolare), con una media di 15,1 punti in 30,5 minuti a partita, venendo nominato MVP delle Southeast Regional. Chiude solo in 10ª posizione in punti, rimbalzi e tiri dal campo tra le matricole nella storia dell'università. A fine stagione ha deciso di dichiararsi eleggibile per il draft 2004.

### NBA (2004-)

#### Chicago Bulls (2004-2014)

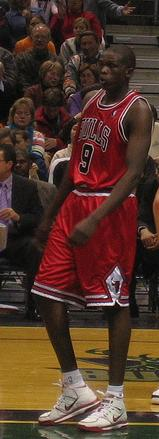
Luol Deng con la canotta dei Chicago Bulls

Al draft viene selezionato con la 7ª scelta assoluta dai Phoenix Suns, venendo immediatamente ceduto ai Chicago Bulls in cambio di Jackson Vroman e di una scelta al draft 2008. Nella stagione 2004-05 disputa 61 partite con una media di 11,7 punti e 5,3 rimbalzi a partita. Nonostante un infortunio al polso subito a fine stagione, viene inserito nell'All-Rookie First Team, aiutando i Bulls a qualificarsi per i play-off per la prima volta in sette anni, senza tuttavia giocare nella post-season. L'8 febbraio 2005, contro i Dallas Mavericks, ha realizzato la sua prima doppia doppia in carriera (30 punti e 11 rimbalzi).
Nella sua seconda stagione ha migliorato le sue medie, con 14,3 punti e 6,6 rimbalzi a partita. Tra il 28 febbraio e il 5 marzo 2006 ha disputato 4 partite consecutive in doppia doppia in punti e rimbalzi. I Bulls si qualificano ai play-off (anche grazie al suo contributo) per il secondo anno consecutivo, ma venendo accoppiati ai Miami Heat, dai quali vengono sconfitti per 4-3; durante questa serie mantiene circa 10 punti di media a partita.
Nel 2006-07, dopo un discreto anno da rookie e una buona stagione da sophomore, è entrato stabilmente nel quintetto base di coach Scott Skiles, disputando da titolare tutte le 82 partite di stagione regolare. Ha inoltre migliorato tutte le sue statistiche, guidando la squadra in minutaggio (37,5 minuti a partita) e percentuale dal campo (51,7); ha inoltre avuto una media di 18,8 punti a partita. Ha inoltre ha avuto una media di falli difensivi piuttosto bassa (2,0 a partita), nonostante l'alto minutaggio e l'inferiorità fisica con molti pari ruolo. Il 27 dicembre 2006, nella partita contro i Miami Heat, è stato afferrato in corsa da James Posey, rimanendo a terra dolorante; inizialmente si è pensato che avesse subito un nuovo infortunio al polso. Posey è stato espulso e in seguito sospeso per una partita. Tre giorni dopo ha tuttavia realizzato 32 punti contro i Cleveland Cavaliers, mettendo fine ai dubbi su un suo nuovo infortunio. Il 26 marzo 2007 ha segnato un 38 punti nella vittoria contro i Portland Trail Blazers, con 18/25 al tiro.
Nei play-off i Bulls vengono accoppiati ai Miami Heat campioni uscenti; durante questa serie Deng è uno dei migliori, contribuendo alla clamorosa vittoria dei Bulls. In gara-1 della serie realizza 33 punti, con 14/22 al tiro, realizzando inoltre un'ottima marcatura sul leader degli Heat Dwyane Wade.
Durante queste stagioni forma con Ben Gordon un'ottima coppia, soprattutto in attacco.

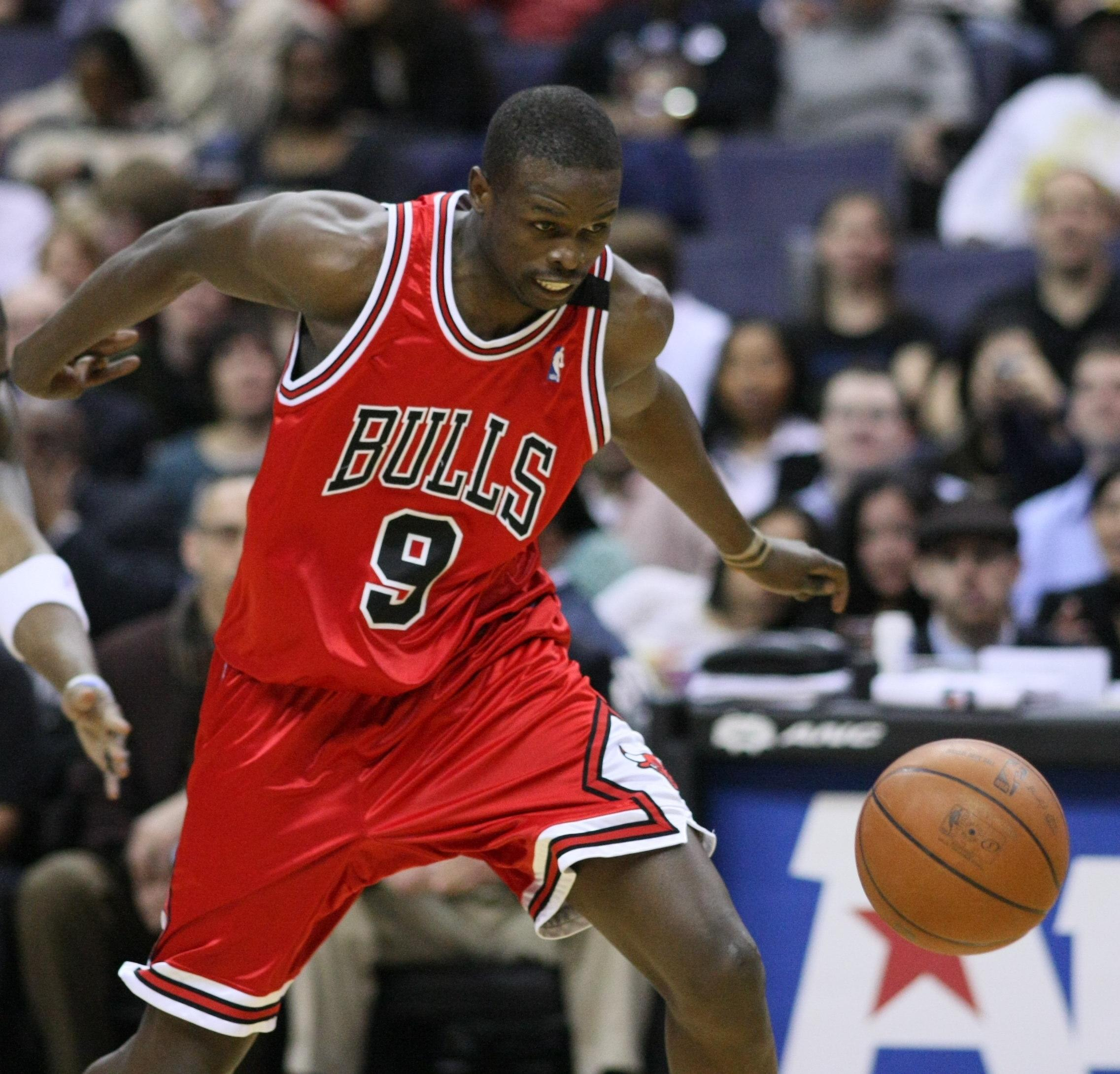
Deng a Chicago

Durante la stagione 2008-09 inizia a negoziare per il rinnovo del suo contratto con Jerry Reinsdorf, proprietario dei Bulls. La squadra gli offre un rinnovo quinquennale a 57,5 milioni di dollari, ma Deng decide di rifiutarlo per valutare tutte le proposte a fine stagione. Il 2008 non inizia tuttavia molto bene: a causa di alcuni problemi al tendine di Achille sinistro è costretto a saltare 19 partite tra gennaio e febbraio. Nel frattempo i Bulls assumono come allenatore Jim Boylan al posto di Skiles. Disputa quindi solo 73 partite, calando a 17,0 punti e 6,3 rimbalzi a partita. Ha realizzato un season-high di 32 punti nella vittoria per 151-135 conto i Milwaukee Bucks. La stagione si rivela un fallimento. I Bulls chiudono tuttavia una stagione pessima: con un record di 33-49 non si qualificano per i play-off per la prima volta dopo quattro anni. Il GM dei Bulls John Paxson esonera nuovamente l'allenatore Boylan e mette sotto contratto Vinny Del Negro, che fino ad allora era stato assistente GM dei Phoenix Suns.
Prima dell'inizio della stagione 2008-09 rinnova con i Bulls, firmando un contratto di 6 anni a 71 milioni di dollari. L'annuncio del rinnovo è stato dato dal GM John Paxson, che ha dichiarato:"Firmare Luol è sempre stata una priorità per i Bulls e siamo sempre stati convinti che sarebbe stato una parte importante del nostro futuro. Siamo molto felici che Luol starà con noi per molto tempo e che continuiamo a crescere come organizzazione." A causa di un infortunio ha disputato solo 48 partite. Le sue medie sono inoltre calate ulteriormente, passando a 14,1 punti e 6,0 rimbalzi a partita. I Bulls si sono qualificati per i play-off, ma Deng non è mai sceso in campo per via dell'infortunio.
Chiude la stagione 2009-10 con 17,6 punti e 7,3 rimbalzi a partita, aumentando quindi nuovamente le sue medie e aiutando i Bulls a qualificarsi per i play-off. Realizza due season-high di 27 punti. Ha tuttavia saltato 11 partite consecutive dopo essersi slogato il polpaccio destro. Ha chiuso il primo turno di play-off, contro i Cleveland Cavaliers, con 18,8 e 5,0 rimbalzi a partita. Nell'ultima partita della serie ha segnato 26 punti, non riuscendo però a evitare l'eliminazione dei Bulls.
Il 2 novembre 2010 stabilisce il suo career high nella vittoria casalinga contro i Portland Trail Blazers, mettendo a referto 40 punti, tirando con 14/19, di cui 9/11 da tre. Il 24 febbraio 2011 ha realizzato 20 punti e 10 rimbalzi, segnando inoltre la tripla della vittoria a 16 secondi dalla fine contro i Miami Heat. Durante questa stagione, su consiglio dell'allenatore Tom Thibodeau, si è allenato per migliorare il suo tiro da tre. Nelle quattro stagioni precedenti aveva tentato 132 triple, mentre durante questa stagione ha tentato 333 triple, realizzandone 115 (34%). Chiude la stagione con 17,4 punti e 5,8 rimbalzi di media, terzo miglior marcatore dei Bulls dopo Derrick Rose (25,0) e Carlos Boozer (17,5). Questa è la settima stagione consecutiva in cui chiude in doppia cifra. Chiude il primo turno dei play-off con 18,6 punti e 6,2 rimbalzi a partita, secondo miglior marcatore dopo Derrick Rose. Il 31 marzo 2011 Eric Bressman, giornalista di Dime Magazine, lo ha definito "il giocatore più sottovalutato" e ha scritto che "non è mai stato il leader della franchigia, ma è sempre stato la sua spina dorsale". Thibodeau lo ha definito la "colla" che tiene uniti i Bulls, dichiarando inoltre che:"Luol è un professionista. Si allena intensamente. Si prepara bene. Studia il suo avversario. Ha aiutato questa squadra a diventare migliore ogni giorno." Durante i play-off è stato il secondo miglior marcatore dei Bulls. Nella prima partita delle finali di Eastern Conference è stato elogiato per la sua difesa su LeBron James. I Bulls verranno tuttavia sconfitti dai Miami Heat per 4-1. Chiude la serie 16,9 punti, 6,6 rimbalzi e 2,7 assist in poco meno di 43 minuti a partita.
Il 21 gennaio 2012, nella partita contro gli Charlotte Bobcats, subisce un infortunio al polso. Nonostante inizialmente si pensasse che fosse un infortunio di lieve entità, una risonanza magnetica ha rivelato che si era strappato il legamento del polso sinistro. Ha tuttavia deciso di rinviare l'intervento chirurgico e di giocare per il resto della stagione nonostante il dolore. Il 4 febbraio 2012 torna nel quintetto titolare, realizzando 21 punti, 9 rimbalzi, 1 palla rubata e 1 stoppata contro i Milwaukee Bucks. Il 9 febbraio 2012 viene selezionato per partecipare come riserva all'All-Star Game 2012 insieme al compagno di squadra Derrick Rose, che è stato selezionato come titolare. Era dal 1997 (quando vennero convocari Michael Jordan e Scottie Pippen) che non venivano convocati due giocatori dei Bulls all'All-Star Game. Il 24 marzo 2012 ha realizzato il canestro della vittoria ai tempi supplementari contro i Toronto Raptors. A fine stagione viene inserito nell'All-NBA Defensive Second Team.
Chiude la stagione 2012-13 con 16,5 punti, 6,3 rimbalzi e un career-high di 3 assist a partita. Ha inoltre avuto un career-high di percentuale al tiro libero (81,6). Ha inoltre nuovamente guidato la lega in minuti a partita (38,7). Queste cifre gli valgono la convocazione per l'All-Star Game 2013 insieme al compagno di squadra Joakim Noah, entrambi come riserve. Nonostante l'assenza per l'intera stagione di Derrick Rose a causa di un infortunio al legamento crociato anteriore, i Bulls chiudono con un bilancio di 45-37, chiudendo 5º in Eastern Conference e 2º in Central Division. Al primo turno dei play-off i Bulls incontrano i Brooklyn Nets, che sconfiggono per 4-3. Al turno successivo incontrano i Miami Heat, dai quali vengono sconfitti per 4-1. Gli Heat avrebbero poi vinto il titolo NBA. Deng chiuse i play-off con 13,8 punti, 7,6 rimbalzi e 3,8 assist in 44,8 minuti di media.

#### Cleveland Cavaliers e Miami Heat (2014-2016)
Dopo avere rifiutato un'estensione triennale da 30 milioni di dollari complessivi coi Bulls, il 7 gennaio 2014 Deng venne ceduto dai Chicago Bulls ai Cleveland Cavaliers in cambio di Andrew Bynum e tre scelte ai prossimi Draft. Al momento della cessione Deng era il quinto giocatore con più presenze e il quarto miglior marcatore nella storia dei Bulls. Nonostante la squadra non avesse raggiunto i playoffs, lui disputò un'ottima stagione da 14,3 punti di media.
Il 15 luglio 2014 firma un contratto biennale a 20 milioni di dollari complessivi con i Miami Heat. Dopo 2 stagioni giocate da titolare in Florida arrive alla fine del contratto stipulato con gli Heat che non rinnova, rimanendo free agent.

#### Los Angeles Lakers (2016-2018)
Si trasferisce ai Los Angeles Lakers per la stagione 2016-2017, firmando con i gialloviola un quadriennale da 72 milioni di dollari. I Lakers lo acquistarono per fargli fare da chioccia al giovane Brandon Ingram, seconda scelta assoluta al Draft NBA 2016. Con i lacustri il suo rapporto è stato molto travagliato per via delle prestazioni non convincenti rapportate al contratto pesante che aveva sottoscritto, tanto da venire bollato come uno dei peggiori siglati durante la free agency 2016 (così come quello di Timofej Mozgov, all'epoca suo compagno di squadra ai Lakers), e con l'arrivo di Magic Johnson nel febbraio 2017 viene accantonato per fare spazio a Ingram, tanto da venire messo fuori rosa (così come Mozgov) fino alla fine della stagione.
Nella stagione successiva ha giocato soltanto una partita, quella dell'opening night prima di venire messo fuori rosa da Luke Walton. Il 1º settembre 2018 riceve un buyout dalla franchigia di Los Angeles, rinunciando a 7,5 milioni di dollari su 36,8 complessivi.

#### Minnesota Timberwolves e ritiro (2018-2019)

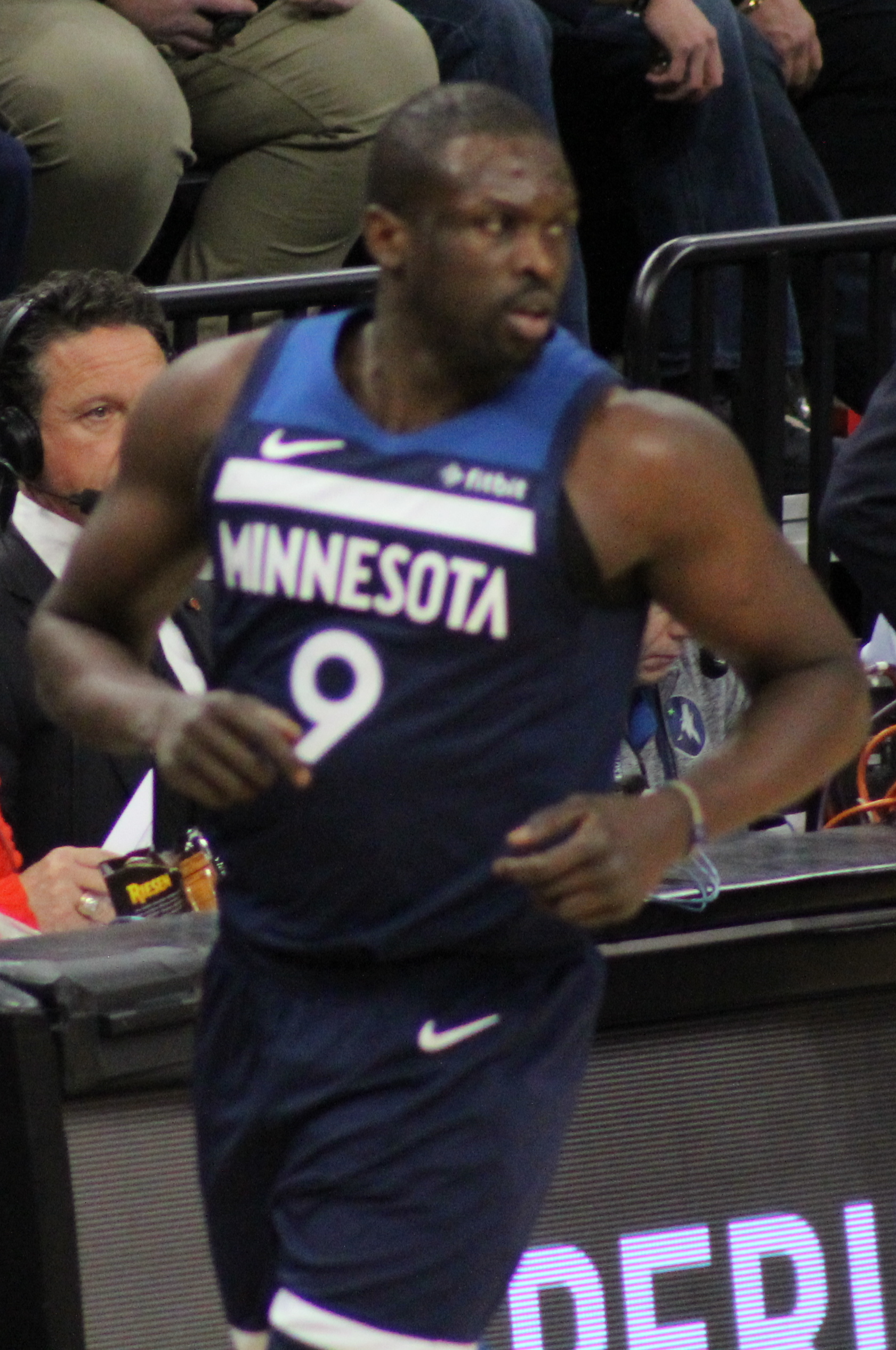
Deng a Minnesota

Il 10 settembre 2018 firma con i Minnesota Timberwolves con cui firma un contratto annuale a 2,4 milioni di dollari ritrovando il suo ex allenatore ai tempi dei Chicago Bulls Tom Thibodeau e Jimmy Butler, suo ex compagno ai tempi di Chicago.
Nonostante l'età avanzata e l'inattività, Deng ha disputato una buona seconda parte di stagione, che però non sono bastate per portare il team (orfano di Butler, ceduto ai Philadelphia 76ers, e dell'esonerato Thibodeau) ai playoffs.
A fine anno rimane svincolato, e il 17 ottobre 2019 sigla un contratto di un giorno con i Chicago Bulls in modo da ritirarsi da giocatore dei tori.

#### Post ritiro da giocatore
A novembre 2019, viene eletto presidente della Federazione cestistica del Sudan del Sud.
A novembre 2020, viene selezionato come allenatore della nazionale di pallacanestro del Sudan del Sud per le qualificazioni al campionato africano del 2021.

### Nazionale
Nato in Sudan del Sud, ha scelto di rappresentare la Gran Bretagna dopo avere ottenuto il passaporto britannico nel 2006.
Nonostante non avesse ancora il passaporto, a livello giovanile ha rappresentato le selezioni Under-18 e Under-16 dell'Inghilterra. Con quest'ultima ha tenuto nelle qualificazioni 39,5 punti e 14 rimbalzi, senza tuttavia qualificare la squadra al torneo finale. Ha quindi disputato gli Europei giovanili, venendo nominato, grazie ai suoi 34 punti di media, MVP del torneo.
Nonostante nel giugno 2008 si fosse allenato con la selezione britannica, non ha poi partecipato alle Olimpiadi di Pechino.
Nel 2011 ha partecipato a Eurobasket tenendo di media 24,6 punti e 9,4 rimbalzi.
Per le Olimpiadi di Londra 2012 (in cui è stato ambasciatore), dove le squadre e gli atleti di Inghilterra, Galles, Scozia e Irlanda del Nord partecipano sotto un'unica bandiera, viene selezionato per la Gran Bretagna. Priva di Gordon, che inizialmente aveva dato la propria disponibilità salvo poi tirarsi indietro (a causa del passaggio da Detroit a Charlotte nella sessione estiva del mercato NBA), chiude l'esperienza casalinga a cinque cerchi al 9º posto.

## Statistiche
| * | Primo nella lega |

### NCAA
| Anno      | Squadra          | PG | PT | MP   | TC%  | 3P%  | TL%  | RP  | AP  | PRP | SP  | PP   |
| --------- | ---------------- | -- | -- | ---- | ---- | ---- | ---- | --- | --- | --- | --- | ---- |
| 2003-2004 | Duke Blue Devils | 37 | 32 | 31,1 | 47,6 | 36,0 | 71,0 | 6,9 | 1,8 | 1,3 | 1,1 | 15,1 |
| Carriera  | Carriera         | 37 | 32 | 31,1 | 47,6 | 36,0 | 71,0 | 6,9 | 1,8 | 1,3 | 1,1 | 15,1 |

#### Massimi in carriera
- Massimo di punti: 25 vs North Carolina-Chapel Hill (6 marzo 2004)[44]
- Massimo di rimbalzi: 12 (4 volte)
- Massimo di assist: 5 (2 volte)
- Massimo di palle rubate: 6 vs Michigan State
- Massimo di stoppate: 4 vs Virginia (12 marzo 2004)
- Massimo di minuti giocati: 43 vs Maryland-College Park (14 marzo 2004)

### NBA

#### Regular season
| Anno      | Squadra             | PG  | PT  | MP    | TC%  | 3P%  | TL%  | RP  | AP  | PRP | SP  | PP   |
| --------- | ------------------- | --- | --- | ----- | ---- | ---- | ---- | --- | --- | --- | --- | ---- |
| 2004-2005 | Chicago Bulls       | 61  | 45  | 27,3  | 43,4 | 26,5 | 74,1 | 5,3 | 2,2 | 0,8 | 0,4 | 11,7 |
| 2005-2006 | Chicago Bulls       | 78  | 56  | 33,4  | 46,3 | 26,9 | 75,0 | 6,6 | 1,9 | 0,9 | 0,6 | 14,3 |
| 2006-2007 | Chicago Bulls       | 82  | 82  | 37,5  | 51,7 | 14,3 | 77,7 | 7,1 | 2,5 | 1,2 | 0,6 | 18,8 |
| 2007-2008 | Chicago Bulls       | 63  | 59  | 33,8  | 47,9 | 36,4 | 77,0 | 6,3 | 2,5 | 0,9 | 0,5 | 17,0 |
| 2008-2009 | Chicago Bulls       | 49  | 46  | 34,0  | 44,8 | 40,0 | 79,6 | 6,0 | 1,9 | 1,2 | 0,5 | 14,1 |
| 2009-2010 | Chicago Bulls       | 70  | 69  | 37,9  | 46,6 | 38,6 | 76,4 | 7,3 | 2,0 | 0,9 | 0,9 | 17,6 |
| 2010-2011 | Chicago Bulls       | 82  | 82  | 39,1  | 46,0 | 34,5 | 75,3 | 5,8 | 2,8 | 1,0 | 0,6 | 17,4 |
| 2011-2012 | Chicago Bulls       | 54  | 54  | 39,4* | 41,2 | 36,7 | 77,0 | 6,5 | 2,9 | 1,0 | 0,7 | 15,3 |
| 2012-2013 | Chicago Bulls       | 75  | 75  | 38,7* | 42,6 | 32,2 | 81,6 | 6,3 | 3,0 | 1,1 | 0,4 | 16,5 |
| 2013-2014 | Chicago Bulls       | 23  | 23  | 37,4  | 45,2 | 27,4 | 81,5 | 6,9 | 3,7 | 1,0 | 0,2 | 19,0 |
| 2013-2014 | Cleveland Cavaliers | 40  | 40  | 33,8  | 41,7 | 31,5 | 77,1 | 5,1 | 2,5 | 1,0 | 0,1 | 14,3 |
| 2014-2015 | Miami Heat          | 72  | 72  | 33,6  | 46,9 | 35,5 | 76,1 | 5,2 | 1,9 | 0,9 | 0,3 | 14,0 |
| 2015-2016 | Miami Heat          | 74  | 73  | 32,4  | 45,5 | 34,4 | 75,5 | 6,0 | 1,9 | 1,0 | 0,4 | 12,3 |
| 2016-2017 | L.A. Lakers         | 56  | 49  | 26,5  | 38,6 | 31,1 | 73,0 | 5,3 | 1,3 | 0,9 | 0,4 | 7,6  |
| 2017-2018 | L.A. Lakers         | 1   | 1   | 13,0  | 50,0 | -    | -    | 0,0 | 1,0 | 1,0 | 0,0 | 2,0  |
| 2018-2019 | Minnesota T'wolves  | 22  | 2   | 17,8  | 50,0 | 31,8 | 71,4 | 3,3 | 0,8 | 0,7 | 0,4 | 7,1  |
| Carriera  | Carriera            | 902 | 828 | 34,3  | 45,6 | 33,2 | 76,9 | 6,1 | 2,3 | 1,0 | 0,5 | 14,8 |
| All-Star  | All-Star            | 2   | 0   | 11,5  | 33,3 | 20,0 | 100  | 1,0 | 1,0 | 0,0 | 0,0 | 5,0  |

#### Play-off
| Anno     | Squadra       | PG | PT | MP    | TC%  | 3P%  | TL%  | RP  | AP  | PRP | SP   | PP   |
| -------- | ------------- | -- | -- | ----- | ---- | ---- | ---- | --- | --- | --- | ---- | ---- |
| 2006     | Chicago Bulls | 6  | 0  | 30,0  | 42,9 | 20,0 | 57,1 | 4,8 | 0,5 | 0,8 | 0,7  | 10,2 |
| 2007     | Chicago Bulls | 10 | 10 | 41,0  | 52,4 | 0,0  | 80,7 | 8,7 | 2,4 | 1,0 | 0,7  | 22,2 |
| 2010     | Chicago Bulls | 5  | 5  | 40,6  | 46,3 | 8,3  | 73,1 | 5,0 | 1,4 | 1,2 | 0,8  | 18,8 |
| 2011     | Chicago Bulls | 16 | 16 | 42,9  | 42,6 | 32,4 | 83,9 | 6,6 | 2,7 | 1,5 | 0,6  | 16,9 |
| 2012     | Chicago Bulls | 6  | 6  | 38,0  | 45,6 | 36,4 | 57,1 | 5,5 | 1,5 | 0,0 | 1,0  | 14,0 |
| 2013     | Chicago Bulls | 5  | 5  | 44,8* | 38,1 | 5,6  | 40,0 | 7,6 | 3,8 | 1,0 | 0,6  | 13,8 |
| 2016     | Miami Heat    | 14 | 14 | 35,4  | 47,1 | 42,1 | 84,2 | 5,9 | 1,6 | 0,9 | 0,6  | 13,3 |
| Carriera | Carriera      | 62 | 56 | 39,1  | 45,5 | 31,1 | 6,6  | 2,1 | 1,2 | 0,7 | 17,2 | 15,9 |

#### Massimi in carriera
- Massimo di punti: 40 vs Portland Trail Blazers (1º novembre 2010)[45]
- Massimo di rimbalzi: 20 vs Milwaukee Bucks (3 novembre 2009)
- Massimo di assist: 11 (2 volte)
- Massimo di palle rubate: 6 vs Orlando Magic (26 febbraio 2007)
- Massimo di stoppate: 4 (4 volte)
- Massimo di minuti giocati: 57 vs Brooklyn Nets (27 aprile 2013)

## Palmarès
- McDonald's All-American Game (2003)
- NBA All-Rookie First Team (2005)
- 2 volte NBA All-Star (2012, 2013)
- NBA All-Defensive Second Team: 2012
- NBA J. Walter Kennedy Citizenship Award (2014)